# Pank zabloda
Pank zabloda je drugi studijski album idrijske punk rock skupine Zablujena generacija, izdan leta 1998 pri založbi Vinylmania Records. Pesmi »Pank bejba« in »Mokre sanje« je skupina vključila tudi na album Pozitiv vabrejšan iz leta 2001.
O izbiri naslovnice je skupina povedala sledeče: »Bela naslovnica, na kateri vidimo razgaljene zablujence, naslovu v prid nakazujejo zablodelost glasbene scene za katero se je po njihovem prepričanju potrebno sleči do konca in se ji popolnoma podrediti.«

## Seznam pesmi
Vse pesmi je napisala skupina Zablujena generacija.
1. »Tonska proba« – 1:00
2. »Sine vrati se« – 2:33
3. »Poljubi me« – 2:08
4. »Otroci betona« – 2:27
5. »Ahti se jih« – 1:36
6. »Fora« – 0:34
7. »Pank bejba« – 1:24
8. »Stran vržen dan« – 1:29
9. »Brez ideje« – 0:57
10. »Nov dan« – 1:53
11. »Šivala je deklica« – 2:03
12. »Vi ste kreteni« – 2:25
13. »Mokre sanje« – 2:33

## Zasedba

### Zablujena generacija
- Primož Alič — vokal, kitara
- Ramon — kitara
- Aljoša Rupnik — bas kitara
- Igor Seljak — bobni